# チャギントン
チャギントン（英: Chuggington）は、イギリスのLudorum plcが制作するテレビアニメである。
本編は1話につき約10分。また、チャギントン バッジクエスト（Chuggington: Badge Quest）という1話につき約4分の短編も製作されており、日本ではテレビ放送以外に箱根園のフジテレビシアターなどで公開された。

## 概要
3DCGソフトウェアの「Maya」を用いて作られたコンピュータアニメーション作品で、列車を擬人化した「チャガー」の日常を描いた子ども向けのアニメ作品である。物語は、チャガーと人間が一緒に暮らす街・「チャギントン」を舞台に、ウィルソン、ブルースター、ココという3人の若いチャガーを中心に進められる。鉄道網が大変発達した世界として描かれる代わりに、道路で使う乗り物は登場しない。
2008年からイギリス・BBCの幼児向けチャンネル「CBeebies」で放送を開始したのを皮切りに、これまでに175もの国と地域で放送されている。日本では2009年7月からBSフジで、さらに2010年4月からはフジテレビやフジテレビNEXTでも放送されている。地上波での放送はつるの剛士と岸本理沙（フジテレビアナウンサー） とキッズナビゲーターが案内役として出演している。2016年11月からはディズニージュニアでも放送されている。
また、講談社の幼児向け雑誌『げんき』『おともだち』『たのしい幼稚園』で2009年12月号よりコミックの連載も行われている。2014年からは同社の幼年誌『テレビマガジン』でも雑誌掲載が開始された。2012年からはプラレールにも進出し、2013年にはアメリカ合衆国においてHOゲージの鉄道模型が発売された。
2017年11月、フジテレビが同年10月末付けで日本地域における商標権・番組制作・キャラクター・楽曲等を含む全ての著作権を取得したことを発表した。これにより日本国内での著作権所有はLudorum plcではなくフジテレビとなり、本国サイドとは全く別のオリジナル展開が可能となる。

## 登場キャラクター

### チャガー
ウィルソン（Wilson）
声 - 小林由美子（英 - モーガン・オバートン／Morgan Overton）
ディーゼル機関車。車体の色は●赤。元気いっぱいだが、おっちょこちょいな部分もある。口癖は「レッツライド」「あちゃー」「へこむなぁ」。集中するのが苦手。現在はチャグパトロールに所属している。字幕放送の色は黄色。モデルはエレクトロ・モーティブ・ディーゼルのEMD FT形ディーゼル機関車。
ブルースター（Brewster）
声 - 佐藤利奈（英 - チャーリー・ジョージ／Charlie George）
ディーゼル機関車。車体の色は●青で、口周りの色は●黄色。心優しく力持ちだが、早く走るのは苦手。口癖は「なんてこった」。趣味は他人が自分の見たことがない事をしている所を見つける「はじめてウォッチング」。しかし、それに熱中して仕事を放り出してしまった事がある。アクションチャガーの大ファン。現在はチャグエンジニアに所属。字幕放送の色は水色。
イメージカラーとカタカナ表記の名前から、間違われがちだが「Blue Star」ではない。イギリス国鉄37型ディーゼル機関車及び55型ディーゼル機関車「デルティック」がモデルだが、実機と違って片運転台構造になっている他、バッファーが省略されている。
ココ（Koko）
声 - 野中藍（英 - イモジェン・ベイリー／Imogen Bailey）
電気機関車。車体の色は○白をベースに●黄緑と●紫。早く走るのが得意な女の子。好奇心旺盛だが、それが災いしてトラブルを起こしがち。口癖は「トレインタスティック（trainとfantasticから造語した感嘆詞）」「チャガチャガチュッチュー」。機嫌が良い時は「ゴーココゴーココ」と歌いながら走る。字幕放送の色は緑。チャギントンカップの現チャンピオン。現在はチャグスピードに所属。モデルは0系新幹線とイギリス国鉄373形電車。
ダンバー（Dunbar）
声 - 斎藤志郎（英 - サシャ・ダワン／Sacha Dhawan）
ディーゼル機関車。ウィルソンたちの先生で、チャガーに必要なテクニックを彼らにトレーニングしている。●ライトグリーンの車体が特徴で、エレクトロ・モーティブ・ディーゼルのEMD GP38-2形ディーゼル機関車がモデルとなっている。英語版ではスコットランド訛りで話す。シーズン2を通して彼の色違いの同型のチャガーが登場している。いずれも台詞と名前はない。カラーリングは実際の機関車に似ている。シーズン2までは喋る時、顎の部分を上下にしか動かせなかったが、シーズン3からは下唇を曲げるようになった。
アービン（Irving）
声 - 後藤哲夫（英 - ロジャー・バンパス／Rodger Bumpass）
主にリサイクル場で働いているゴミ収集専用のチャガー。車体の色は●臙脂色。眼鏡をかけており、車体の下にはブラシが2つついている。生真面目な性格で仕事を完璧にこなすのが自慢。口癖は「〇〇中、〇〇中…」。モデルはベイルハックのロータリー除雪車。
ホッジ（Hodge）
声 - 東條加那子
様々な部品から作られた小さな男の子のチャガー。（ただし27話「ホッジとチームワーク」では「もう大人なんだから」と発言している）のディーゼル機関車。車体の色は●柿色。主に設備の故障を修理する仕事を行なっている。エディとチームで、一緒に働くことが多い。
ムタンボ（M'tambo）
声 - 相橋愛子
サファリパークで働いている列車。優しい性格。車体の色は明るい●黄色に迷彩模様がある。世界各地を旅して回った経験があり、動物に関して博識である。モデルはケニア鉄道の87形ディーゼル機関車。
ハリソン（Harrison）
声 - 鈴森勘司
車体の色は●群青色。速さ・かっこよさ・強さなどの自尊心が高い。走るのは得意で、ココが優勝するまでチャギントンカップのチャンピオンでもあった。モデルはユニオンパシフィック鉄道のM-10003形。
シーズン1とシーズン2で彼の色違いの同型のチャガーが登場している。いずれも台詞と名前はなく、1話限りの登場である。
ピート（Pete）
声 - 島香裕→未定
蒸気機関車で、モデルはユニオン・パシフィックNo.119機関車とドイツ国鉄62形。車体の色は●黒。150歳であるにも関わらず未だ現役で働いており、チャギントンのことにも非常に詳しいが、チャガーたちの名前をよく間違える。昔はオールドタウンで働いていた。
オルウィン（Olwin）
声 - 斉藤千恵子
時間に生真面目な蒸気機関車。車体の色は●鴨の羽色。潔癖症だが陽気なところもある年配の女性である。モデルはLNER A4形蒸気機関車だが、炭水車が登場せず、前部バッファーが実機よりも下に位置している。
ゼフィー（Zephie）
声 - 味里
トロッコ列車の少女。ホッジと同年代。天然な性格で、ハチが苦手。他のチャガーはホーンを装備しているのに対し、ゼフィーはベルを装備している。車体の色は●黄緑。また、他のチャガーは回転台などで進行方向を変えるが、ゼフィーはダイレクトドライブを搭載しているため車体自体を回転させることができる。これによって感情を表現することもある。
エメリー（Emery）
声 - 小島幸子
通勤電車。お調子者かつ毒舌家でよくウィルソンたちをからかったりする。車体の色は○白に●赤い帯を巻いている。警笛を鳴らし、アナウンスで「お知らせいたしまーす」などと言うことがある。他のチャガーは1両構成であるのに対し、エメリーは2両構成である。オッドアイである。
キャリー（Calley）
声 - 神代知衣（英 - ケイト・ハーバー／Kate Harbour）
事故の復旧作業や故障列車の牽引をする●オレンジ色の女性チャガー。「緊急車両が通りまーす」と言いながら、事故現場に駆けつける。よくダンバーによるウィルソン達への訓練の手伝いをする。口癖は「超超○○」。シーズン4(国内ではシーズン3)からはチャグパトロールに配属されている。
アクションチャガー（Action Chugger）
声 - 小山力也
緊急時にどこからともなく空を飛んできてチャガーや人間を救助する正義の列車。車体の色は●黄色で口まわりは●茶色。主演映画も製作されるほどの人気者。ジェットエンジンは水平に装備されているが、垂直離陸やホバリングも可能。岩を体当たりの一撃で粉砕することも出来る。モデルはICE 1及アセラ エクスプレス。
フロスティーニ（Frostini）
声 - 若本規夫
アイスクリーム配達専門のチャガー。車体の色は●レモン色。オリジナルのアイスクリームを考案するのが特技の人気者。イタリア語を交えた喋り方をする。ウィルソンの憧れの的でもある。普段は非常に穏やかで社交的な性格をしており、自分の仕事を誇りに思っているが、予期しない問題に直面すると気持ちが乱れることがある。モデルはパイオニア・ゼファー。
コンセプトアートによると当初はエメリー同様の2両構成になる予定だった。
チャッツワース（Chatsworth）
声 - 長谷川俊介
ディーゼル機関車。礼儀正しい性格。年齢が近いハリソンと仲が良く、2人で話している事が多い。車体の色は○白。モデルはボールドウィンRF-16形ディーゼル機関車。シーズン1の中盤でホーンの音色が変わっている。
フートとトゥート （Hoot and Toot）
声 - 優希/佐藤美由希
双子のチャガー 。●水色の車体の男の子の列車がフートで、●緑の車体の女の子の列車がトゥート。互いに後ろを連結させて、ほぼ常時一緒に行動するが、切り離して別行動することもある。喧嘩ばかりではあるが、仲良し。チャガーの中ではパイパーに次いで幼く、ブルースター達から訓練を受けることもある。
シーズン2からの登場だが、シーズン1のコンセプトアートでは彼らと同じく背中合わせの小型チャガーが確認できる。
スピーディー（Speedy）
声 - 岩崎ひろし
蒸気機関車。車体の色は●紫。ピートと同じ年齢。怖そうな見た目だが、本当は穏やかで心優しい。モデルはニューヨークセントラル鉄道Jクラス蒸気機関車。オルウィン同様、炭水車が無くキャブが丸見えである。
スカイラー（Skylar）
声 - 飛田展男
クレーン付きのディーゼル機関車。車体の色は●黄色。ダンバーやキャリーに続き、ウィルソン達に訓練する新米教師。口癖は「バシッと」。
パイパー（Piper）
声 - 日笠陽子
蒸気機関車。オイル（植物燃料）炊き。チャギントンで一番幼く、補助輪をつけて走る。車体の色は●オレンジ色。
デッカ（Decka）
声 - 高乃麗
2階建ての路面電車。語尾に「～デッカ」をつけるのが口癖。車体の色は●ホットピンク。
ジャックマン（Jackman）
声 - 速水奨
勇気と正義感に溢れる性格。チャグパトロールのリーダーで、ウィルソンの先輩にあたる。車体の色は●赤で、側面が一部●青。
ザック（Zack）
声 - 石狩勇気
頼りがいのある気質。チャグエンジニアのリーダーで、ブルースターの先輩にあたる。車体の色は●青と○白の縞模様と側面に●黄色の太い斜線がある。他のメンバーと共に、リズムに乗りながら作業をする。トンネル、駅、線路の工事が得意。
タイン（Tyne）
声 - 大津愛理
お転婆で怖いもの知らずのチャガー。車体の色は●オレンジ色と○白の縞模様と側面に●黄色の太い斜線がある。チャグエンジニアの一員。爆破工事が得意。
フレッチ（Fletch）
声 - 西谷修一
大雑把でひょうきんなチャガー。チャグエンジニアの一員。車体の色は●緑と○白の縞模様と側面に●黄色の太い斜線がある。タインをよくからかう。口癖は「そうくるかい！」。
ハンゾー（Hanzo）
声 - 大塚芳忠
チャギントン最速のチャガー。チャグスピードチームのリーダーで、ココの先輩にあたる。モデルはE7系・W7系新幹線。車体の色は○白をベースに窓周りが●青。常に冷静で、穏やかで礼儀正しい。口癖は「学ぶべきことは多い」。
コンセプトアートでは「ベンジロー」と呼ばれていた。また、原語版で声優を務める田淵大は、後に『きかんしゃトーマス』にて同じく日系の電車キャラクターであるケンジを吹き替えている。
コーマック（Cormac）
声 - 夏日凜子
フォークと荷台を持つ、冗談好きで生意気なチャガー。車体の色は●エメラルドグリーンに●黄色のラインがある。日本語版では関西弁で話す。
アッシャー（Asher）
声 - 米田基裕
ウィルソンに消防訓練を与えるために呼ばれた赤い消防車のチャガーで、チャグパトロールの一員。梯子や放水銃を備えている。車体の色は●朱色。モデルはLRZ14。
ペイス（Pace）
声 - まつだ志緒理
チャギントンと隣町のトゥーティントンを結ぶトンネルを走るチャガー。通称トンネルランナー。車体の色は○白をベースに屋根が●黄色、底部が●青、窓周りが●藍色 モデルはICE3。
上記の他にも、台詞や名前がなく、一部分にのみ登場するチャガーもいる。約4台。
雪が降る際は雪専用のホーンとライトを装備する。チャガーによってホーンのピッチが異なる。　　　　　　　　　　　

### 人間
モーガン（Morgan）
声 - 須藤翔
故障したチャガーや貨車の修理を担当する青年。チャギントンにある車掌車のような形をしたアパートを借りて住んでおり、ペッカムという犬を飼っている。修理工場に居ることが多いが、たまにホームに来ることもある。
エディ（Eddie）
声 - 速水秀之（英 - アンディ・ナイマン／Andy Nyman）
路線修理担当の少年。ホッジと一緒に行動することが多い。実家からエメリーで通っていたために遅刻が多かったが、ホッジ達が家型の車両をプレゼントしてくれた。ただしその後もエメリーでチャギントンへ向かう描写がある。
ローリー（Lori）
声 - 石川綾乃（英 - ニコル・デイヴィース／Nicole Davies）
モーガンの手伝いをしている女性。エディ同様エメリーで通っているが、時計台が故障したときに遅刻したのを除けば、時間通りに来ている。不在時は大学に行っている事がある。バッジクエストでは、ウィルソンたちにバッジを渡す役を務める。
フェリックス（Felix）
声 - 長谷川俊介
農場主。ウィルソンに運んでもらったミルクが品評会で優勝をもらった。ただし、ウィルソンが貨車を大きく揺らして混ざってしまったため、ミルク部門ではなくバター部門だった。
ヴィッキー（Vicky）
声 - 不明
サファリパークの飼育員。ムタンボと一緒に出てくることが多い。
カレン（Karen）
声 - 不明
石切場の責任者。
プルマン市長（Mayor Pullman）
声 - ジェリー・ソーレス
チャギントンの市長。
ノット氏（Mr. Knot）
声 - 不明
市長の助手。たまに名前が呼ばれないまま出てくることもある。
国王陛下（King of Buffertonia）
声 - 矢尾一樹
バファトニア国の王様。サファリパークのツアーで楽しませてくれたムタンボに王室許可書を授与する。最終話にも登場するが、姿は見せていない。
ミステリオーソ（Magnificent Mysterioso）
声 - つるの剛士
チャギントンで有名なマジシャン。
リン博士（Dr. Ling）
声 -伊藤春香
女性発明家。
シムキンズ（Mr. Simpkins）
声 - 田原アルノ
鉄道試験官の年配男性。気難しい性格。ココの鉄道テストにてアクシデントがあったにも関わらず耳を貸さずに不合格としたが、アービンに自分の昔の恥ずかしい話を暴露され、再試験を認めた。
ラグ（Rug）
声 - 不明
新聞記者。
ハリー（Harry）
声 - 中村和正
ゴスリング先生（Dr. Gosling）
声 - 興津和幸
リンダ（Linda）
声 - 不明
フレディ（Freddy）
声 - 不明
ヴィー（Vee）
声 - はいだしょうこ（英 - マリア・ダーリン／Maria Darling）
鉄道の責任者。各地のスピーカーや電話、無線機からチャガー達に仕事の指示を出すほか、ウィルソン達の教育も務めている。

### 動物
イーボー（Ebo）
サファリパークにいる象。イタズラ好き。
ペッカム（Peckham）
モーガンが飼っている犬。
ツイーガ（Tweega）
サファリパークにいるキリン。

### 国内未放送シーズンにのみ登場するキャラクター

#### シーズン5
ストゥ隊長（Skipper Stu）
波止場のキャプテン的存在であるチャガー。車体色は水色。汽笛が付いている。
ハリーとヘイミッシュ（Harry & Hamish）
港で働く双子のチャガー。車体色はハリーはオレンジ色でヘイミッシュは緑色。シーズン6ではヘイミッシュのみ登場している。
ラス（Russ）
港で働くクレーン付きチャガー。車体色は黄色。コンテナを持ち上げることができる。
デイリー（Daily）
シーズン5で初登場した高速貨物列車。ペイスと同型だが、ワイパー、ライト、前面が多少異なる。荷物を高速で輸送するのが仕事。車体色は赤。ココに輸送を任せたことがある。

#### シーズン6
ローザ（Rosa）
スカイラーと同型の女性チャガー。車体色は青緑と赤。スペイン出身である。
タイ（Tai）
キャリーと同型の見習いチャガー。車体色は紫色。中国出身で、コンテナをきれいに重ねて並べるのが好き。

### 車庫の配置
| 2階 | ダンバー | アービン | ハリソン   | ピート       | オルウィン |
| 1階 | ホッジ   | ココ     | ウィルソン | ブルースター | ゼフィー   |

## 日本語版制作スタッフ
- 翻訳：いずみつかさ
- 録音：ブロードメディア・スタジオ
- 調整：亀田亮治
- 演出：市来満
- 制作進行：PCE
- 制作協力：FCC→テレプロ
- 企画：内田耕一
- プロデューサー：佐佐敏行、腰越あすか
- 制作著作：フジテレビ

## 各話リスト

### シーズン1
| 放送順 | 話数   | サブタイトル （Ep.：原題）                                                | 初回放送日 （BSフジ） | 初回放送日 （フジテレビ） | 視聴率 (フジテレビ) | 第2回放送日 （フジテレビ） | 視聴率 （フジテレビ） |
| ------ | ------ | ------------------------------------------------------------------------- | --------------------- | ------------------------- | ------------------- | -------------------------- | --------------------- |
| #01    | 第01話 | せっかちなココ （Ep.01："Can't Catch Koko"）                              | 2009年7月4日          | 2010年4月4日              | 1.8%                | 2011年10月30日             | 1.8%                  |
| #02    | 第02話 | ウィルソンとゾウのイーボー （Ep.02："Wilson and the Elephant"）           | 2009年7月4日          | 2010年4月11日             | 1.9%                | 2011年11月6日              | 1.1%                  |
| #03    | 第03話 | ウィルソンと修理工場 （Ep.03："Clunky Wilson"）                           | 2009年7月5日          | 2010年4月18日             | 2.2%                | 2011年11月13日             | 1.8%                  |
| #04    | 第04話 | ココとトンネル （Ep.04："Koko and the Tunnel"）                           | 2009年7月5日          | 2010年4月25日             | 3.3%                | 2011年11月20日             | 1.5%                  |
| #05    | 第05話 | ブルースターの大ピンチ （Ep.05："Braking Brewster"）                      | 2009年7月11日         | 2010年5月2日              | 2.5%                | 2011年11月27日             | 1.9%                  |
| #06    | 第06話 | ホッジと磁石 （Ep.06："Hodge and the Magnet"）                            | 2009年7月11日         | 2010年5月9日              | 2.1%                | 2011年12月4日              | 1.7%                  |
| #07    | 第07話 | ココとリスたち （Ep.07："Koko and the Squirrels"）                        | 2009年7月12日         | 2010年5月16日             | 1.5%                | 2011年12月11日             | 1.8%                  |
| #08    | 第08話 | ウィルソン、はじめての洗車 （Ep.08："Wilson Gets a Wash"）                | 2009年7月12日         | 2010年5月23日             | 2.8%                | 2011年12月18日             | 0.9%                  |
| #09    | 第09話 | バナナはどこにいった？ （Ep.09："Brewster Goes Bananas"）                 | 2009年7月18日         | 2010年5月30日             | 1.4%                | 2011年12月25日             | 2.2%                  |
| #10    | 第10話 | ウィルソンと古いアイスクリーム車 （Ep.10："Bang Klang Wilson"）           | 2009年7月18日         | 2010年6月6日              | 2.8%                | 2012年1月8日               |                       |
| #11    | 第11話 | ピート爺さんの知恵 （Ep.11："Old Puffer Pete's Tour"）                    | 2009年7月19日         | 2010年6月13日             | 2.1%                | 2012年1月15日              | 2.2%                  |
| #12    | 第12話 | エディまたも遅刻 （Ep.12："Late Again Eddie"）                            | 2009年7月19日         | 2010年6月20日             | 1.6%                | 2012年1月22日              | 2.2%                  |
| #13    | 第13話 | ウィルソンとぐらぐら （Ep.13："Wilson's Smooth Moves"）                   | 2009年7月25日         | 2010年7月4日              | 1.9%                | 2012年1月29日              | 1.3%                  |
| #14    | 第15話 | 本当のチャンピオン （Ep.15："The Chugger Championship"）                  | 2009年7月25日         | 2010年7月11日             | 2.3%                | 2012年2月5日               | 2.0%                  |
| #15    | 第14話 | クールなウィルソン （Ep.14："Cool Wilson"）                               | 2009年7月26日         | 2010年7月18日             | 2.7%                | 2012年2月12日              | 1.7%                  |
| #16    | 第16話 | アクション・ブルースター （Ep.16："Action Brewster"）                     | 2009年7月26日         | 2010年8月1日              | 2.7%                | 2012年2月19日              | 1.5%                  |
| #17    | 第17話 | ココと迷子の子犬 （Ep.17："Koko's Puppy Training"）                       | 2009年8月1日          | 2010年8月8日              | 3.2%                | 2012年2月26日              | 1.7%                  |
| #18    | 第18話 | ゼフィーとサイレン （Ep.18："Zephie's Zoomaround"）                       | 2009年8月1日          | 2010年8月15日             | 1.7%                | 2012年3月4日               | 1.3%                  |
| #19    | 第19話 | ココと暗やみ （Ep.19："Koko on Call"）                                    | 2010年8月22日         | 8月22日                   | 2.3%                | 2012年3月11日              | 1.3%                  |
| #20    | 第20話 | オルウィンと3つのルール （Ep.20："Outward Bound Olwin"）                  | 2010年8月22日         | 8月29日                   | 1.1%                |                            |                       |
| #21    | 第21話 | ブルースターとドラゴン （Ep.21："Brewster and the Dragon"）               | 8月8日                | 9月5日                    | 2.5%                |                            |                       |
| #22    | 第22話 | 起きて!ウィルソン （Ep.22："Wake Up Wilson"）                             | 8月8日                | 9月12日                   | 2.2%                |                            |                       |
| #23    | 第23話 | 頼れるブルースター （Ep.23："Brewster Knows Best"）                       | 8月9日                | 9月19日                   | 1.4%                |                            |                       |
| #24    | 第24話 | ココとテスト （Ep.24："Koko Pulls It Off"）                               | 8月9日                | 9月26日                   | 2.3%                |                            |                       |
| #25    | 第25話 | アイスクリーム・フェアのお仕事 （Ep.25："Wilson and the Ice Cream"）      | 8月15日               | 10月3日                   | 2.2%                |                            |                       |
| #26    | 第27話 | ホッジとチームワーク （Ep.27："Hodge's Secret"）                          | 8月15日               | 10月10日                  | 1.9%                |                            |                       |
| #27    | 第26話 | ウィルソンのツアーガイド （Ep.26："Wilson's Wacky Tour"）                 | 8月16日               | 10月17日                  | 2.0%                |                            |                       |
| #28    | 第28話 | フロスティーニの傑作アイスクリーム （Ep.28："Frostini's Fruit Fandango"） | 8月16日               | 10月24日                  | 2.2%                |                            |                       |
| #29    | 第29話 | ゼフィーは敏腕記者 （Ep.29："Zephie Ace Reporter"）                       | 8月22日               | 10月31日                  | 2.0%                |                            |                       |
| #30    | 第30話 | エメリーの辛口ナレーター （Ep.30："Famous Emery"）                        | 8月22日               | 11月7日                   | 2.2%                |                            |                       |
| #31    | 第31話 | ウィルソンとサイドミラー （Ep.31："Watch Out Wilson!"）                   | 8月23日               | 11月14日                  | 2.3%                |                            |                       |
| #32    | 第32話 | ブルースターのはじめてウォッチング （Ep.32："Brewster's Hobby"）          | 8月23日               | 11月21日                  | 1.9%                |                            |                       |
| #33    | 第33話 | ゼフィーはサルが苦手 （Ep.33："Zephie's Monkey Business"）                | 8月29日               | 11月28日                  | 2.0%                |                            |                       |
| #34    | 第36話 | 看護師 ウィルソン （Ep.36："Nurse Wilson"）                               | 8月29日               | 12月5日                   | 1.9%                |                            |                       |
| #35    | 第34話 | ピートがスクラップに? （Ep.34："Poor Old Puffer Pete"）                   | 8月30日               | 12月12日                  | 2.1%                |                            |                       |
| #36    | 第35話 | 検査官 エメリー （Ep.35："Inspector Emery"）                              | 8月30日               | 12月19日                  | 1.7%                |                            |                       |
| #37    | 第37話 | ムタンボのアドベンチャー （Ep.37："Mtambo's Amazing Adventure"）          | 9月05日               | 12月26日                  | 2.1%                |                            |                       |
| #38    | 第38話 | ハリソンの大いびき （Ep.38："Rock-a-Bye Chatsworth"）                     | 9月05日               | 2011年1月9日              | 1.0%                |                            |                       |
| #39    | 第39話 | ココとホッジのお仕事競争 （Ep.39："Helpful Hodge"）                       | 9月6日                | 1月16日                   | 2.0%                |                            |                       |
| #40    | 第40話 | 緊急車両 ブルースター （Ep.40："Brewster to the Rescue"）                 | 9月6日                | 1月23日                   | 1.2%                |                            |                       |
| #41    | 第41話 | ウィルソンとペイント・ワゴン （Ep.41："Wilson and the Paint Wagon"）      | 9月12日               | 1月30日                   | 1.5%                |                            |                       |
| #42    | 第42話 | エディの時計修理 （Ep.42："Eddie Finds Time"）                            | 9月12日               | 2月6日                    | 2.5%                |                            |                       |
| #43    | 第43話 | ムタンボのナイト・サファリ （Ep.43："Mtambo's Royal Tour"）               | 9月13日               | 2月13日                   | 1.7%                |                            |                       |
| #44    | 第44話 | ウィルソンとストームメーカー （Ep.44："Wilson and the Wild Wind"）        | 9月13日               | 2月20日                   | 1.5%                |                            |                       |
| #45    | 第45話 | ファイヤーボックスを探せ! （Ep.45："Old Puffer Pete's Firebox"）          | 9月19日               | 2月27日                   | 1.9%                |                            |                       |
| #46    | 第46話 | ウィルソンとジェットパック （Ep.46："Jet Pack Wilson"）                   | 9月19日               | 3月6日                    | 1.8%                |                            |                       |
| #47    | 第47話 | ゼフィーのお手伝い （Ep.47："Brewster's Little Helper"）                  | 9月20日               | 3月20日                   | 1.9%                |                            |                       |
| #48    | 第48話 | ぷくぷくオルウィン （Ep.48："Bubbly Olwin"）                              | 9月20日               | 3月27日                   | 1.7%                |                            |                       |
| #49    | 第49話 | ココがボス （Ep.49："Koko Takes Charge"）                                 | 9月26日               | 10月2日                   | 1.3%                |                            |                       |
| #50    | 第50話 | ウィルソン特製の紙 （Ep.50："Wilson's Paper Trail"）                      | 9月26日               | 10月9日                   | 1.9%                |                            |                       |
| #51    | 第51話 | おめでとうピート! （Ep.51："Puffer Pete's Big Show"）                     | 9月27日               | 10月16日                  | 1.8%                |                            |                       |
| #52    | 第52話 | ハリソンのトレーニングタイム （Ep.52："Training Time Harrison"）          | 9月27日               | 10月23日                  | 1.5%                |                            |                       |

※放送順・話数・放送日は、見やすいように桁揃えしている。

### シーズン2（オリジナルではシーズン2・シーズン3）
このシーズンの途中から連結器のデザインが新しい物に変更される。
| 話数   | サブタイトル                       | 初回放送日 （フジテレビ） | 視聴率 |
| ------ | ---------------------------------- | ------------------------- | ------ |
| 第1話  | 雪の中のウィルソン                 | 2011年 4月3日             | 1.4%   |
| 第2話  | ココのフェイス・ペイント           | 4月10日                   | 2.1%   |
| 第3話  | フロスティーニのふるえてぇ～アイス | 4月17日                   | 2.4%   |
| 第4話  | ふたごのチャガー                   | 4月24日                   | 2.3%   |
| 第5話  | ハリソンを引っ張れ！               | 5月1日                    | 3.0%   |
| 第6話  | アクションチャガーを救出せよ！     | 5月8日                    | 2.4%   |
| 第7話  | チャガーたちのつな引き             | 5月15日                   | 1.7%   |
| 第8話  | ホッジ、空を飛ぶ                   | 5月22日                   | 1.8%   |
| 第9話  | フートとトゥート                   | 5月29日                   | 4.1%   |
| 第10話 | エメリーは一面トップ               | 6月5日                    | 2.8%   |
| 第11話 | ブルースター・ブースター           | 6月12日                   | 2.6%   |
| 第12話 | ホッジはクイズ王                   | 6月19日                   | 1.8%   |
| 第13話 | ウィルソンのお手伝い               | 6月26日                   | 2.2%   |
| 第14話 | ウィルソンと恐竜                   | 7月3日                    | 1.8%   |
| 第15話 | いん石パニック                     | 7月10日                   | 1.9%   |
| 第16話 | アイス・ストームがやってきた！     | 7月17日                   | 2.1%   |
| 第17話 | スタント・ブルースター             | 7月31日                   | 2.3%   |
| 第18回 | ウィルソンと氷の冒険               | 8月7日                    | 2.8%   |
| 第19回 | ウィルソンはレポーター             | 8月14日                   | 2.5%   |
| 第20回 | ゼフィーとハチ                     | 8月21日                   | 2.1%   |
| 第21回 | ブルースター 市長さんを乗せる      | 8月28日                   | 1.7%   |
| 第22回 | チャガー・オブ・ザ・イヤー         | 9月4日                    | 2.0%   |
| 第23回 | トゥートの小さなウソ               | 9月11日                   | 3.6%   |
| 第24回 | エメリーと問題探知機               | 9月18日                   | 2.9%   |
| 第25回 | ホッジとチャグナビ                 | 9月25日                   | 3.4%   |
| 第26回 | エメリーのバッジ                   |                           |        |
| 第27回 | チャグフラージュ                   |                           |        |
| 第28回 | ブルースターは映画監督             |                           |        |
| 第29回 | ココの秘密                         |                           |        |
| 第30回 | ゼフィーのスター・クラブ           |                           |        |
| 第31回 | 金色の車輪                         |                           |        |
| 第32回 | ホッジとチャガーショー             |                           |        |
| 第33回 | フロスティーニの助手               |                           |        |
| 第34回 | ココのゲーム                       |                           |        |
| 第35回 | じしゃくウィルソン                 |                           |        |
| 第36回 | アクションチャガー変装する         |                           |        |
| 第37回 | トゥートの新しい友達               |                           |        |
| 第38回 | よちよちパイパー                   |                           |        |
| 第39回 | スカイラーのレスキュー隊           |                           |        |

### シーズン3（オリジナルではシーズン4）
チャグ・パトロール、チャグ・エンジニアチーム、チャグ・スピードチームが発足する。
ウィルソン・ブルースター・ココ・キャリーのデザインも変更される。
1. ココとハンゾー
2. ココとブースター
3. ブルースターは大急ぎ
4. リーダー・ウィルソン
5. ブルースターの線路
6. ココの探検ツアー
7. 新しい駅
8. リーダーはブルースター
9. サファリパークのパトロール
10. 窓ふきホッジ
11. 光のパレード
12. スペシャル・レスキュー
13. チャグパトロールの助手
14. スノー・パトロール
15. 消防トレーニング
16. ブルースターのテスト
17. チャグエンジニアの大仕事
18. 見習いチーム
19. ココの新記録
20. トゥーティントンへのトンネル
21. マッスル・チャガー大会
22. ウィルソンの避難訓練

### シーズン4（オリジナルではシーズン5）
ライセンスの関係上、日本国内では未放送。
1. First Responder Calley
2. Sinkhole Rescue
3. Cormac Patrol
4. Trainee Camp
5. Tour Guide Harrison
6. Delivery Challenge
7. Koko Express
8. Skipper Stu and the Steam Crane
9. Chug Patrol Chief
10. Fletch Shines

### バッジクエスト
1. 計量バッジ 2011年4月2日 視聴率7.4% 2012年1月7日 視聴率4.3%
2. 洗車バッジ 2011年4月9日 視聴率3.6% 2012年1月14日 視聴率3.4%
3. パトロールバッジ 2011年4月16日 視聴率2.9% 2012年1月21日 視聴率5.5%
4. ピカピカきれいバッジ 2011年4月23日 視聴率3.4% 2012年1月28日 視聴率2.9%
5. ホーンバッジ 2011年4月30日 視聴率3.2% 2012年2月4日 視聴率4.9%
6. 出発準備バッジ 2011年5月7日 視聴率4.5% 2012年2月11日 視聴率5.4%
7. 力持ちバッジ 2011年5月14日 視聴率2.7% 2012年2月18日 視聴率3.1%
8. 火災安全バッジ 2011年5月21日 視聴率3.5% 2012年2月25日 視聴率4.3%
9. 行き先バッジ 2011年5月28日 視聴率3.5% 2012年3月3日 視聴率5.2%
10. お手伝いバッジ 2011年6月4日 視聴率2.8% 2012年3月10日 視聴率6.1%
11. 時間ぴったりバッジ 6月11日 視聴率3.8%
12. 動物ヘルパーバッジ 6月18日 視聴率3.6%
13. 運動バッジ 6月25日 視聴率2.2%
14. 相棒バッジ 7月2日 視聴率2.3%
15. 星図バッジ 7月9日 視聴率4.0%
16. 緊急バッジ 7月16日 視聴率2.5%
17. 荷物バッジ 7月23日 視聴率2.1%
18. 集中力バッジ 7月30日 視聴率5.8%
19. リーダーバッジ 8月6日 視聴率4.1%
20. いい判断バッジ 8月13日 視聴率2.4%
21. お掃除バッジ 8月20日 視聴率4.5%
22. 静かバッジ 8月27日 視聴率5.4%
23. チャギントンをきれいにバッジ 9月3日 視聴率3.7%
24. 感謝バッジ 9月10日 視聴率5.8%
25. お知らせバッジ 9月17日 視聴率4.3%
26. 宅配バッジ 9月24日 視聴率4.7%
27. 避難訓練バッジ 10月1日 視聴率4.3%
28. お家に帰ろうバッジ 10月8日 視聴率2.4%
29. 雪のレスキューバッジ 10月15日 視聴率4.6%
30. 荷物積み込みバッジ 10月22日 視聴率3.9%
31. 案内バッジ 10月29日 視聴率3.8%
32. リサイクルバッジ 11月5日 視聴率2.5%
33. カメラバッジ 11月19日 視聴率3.0%
34. にこにこサービスバッジ 11月26日 視聴率2.9%
35. 順番バッジ 12月3日 視聴率4.9%
36. 夜のチャガーバッジ 12月10日 視聴率5.9%
37. 先生バッジ 12月17日 視聴率3.9%
38. カラーバッジ 12月24日 視聴率3.6%

## シーズン展開
シーズン1（2008年 - 2010年製作）
意識を持った列車「チャギントン」達がいろいろな仕事をしていく最初のシーズン。全52話。
シーズン2（オリジナルではシーズン2・シーズン3 / 2010年 - 2012年製作）
このシーズンから連結機のデザインが変更される。新キャラとして、スピーディー、フートとトゥート、デッカ、スカイラー、パイパーが初登場したシーズン。全39話。
シーズン3（オリジナルではシーズン4 / 2014年製作）
このシーズンから、チャグパトロールチーム、チャグエンジニアチーム、チャグスピードチームが発足する。全22話。
シーズン4（オリジナルではシーズン5 / 2015年製作）
国内未公開シーズン。買収前のLudorum社が製作する最後のシーズン。このシーズンでは波止場が建設される。全10話。
シーズン5（オリジナルではシーズン6 / 2020年 - 2021年製作）
国内未公開シーズン。"Tales from the Rails"という副題が付けられ、登場する既存キャラクターが大幅に減らされたり、劇伴が一新されたりするなど、雰囲気が大幅に変わっている。また、スペイン系のチャガー・ローザや中国系のチャガー・タイなど、国際的な新キャラクターも登場する。全46話。
次なるシーズンも製作されていたが、2025年現在、新たなエピソードの展開は行われていない。

## 主題歌
チャギントン テーマソング
作詞・作曲：Chris McHale、Dave Rivera and Sarah Ball、日本語訳詞：三浦徳子、編曲：神津裕之
歌：オープニング - ウィルソン（小林由美子）・ココ（野中藍）・ブルースター（佐藤利奈）
エンディング - はいだしょうこ
ジャンケントレイン
作詞・作曲：にしのやや、編曲：上杉洋史
歌：つるの剛士

## 放送局
| 放送対象地域    | 放送局             | 放送期間                                                                          | 放送日時                                                                                    | 系列                                         | 備考 |
| --------------- | ------------------ | --------------------------------------------------------------------------------- | ------------------------------------------------------------------------------------------- | -------------------------------------------- | --- |
| 日本全域        | BSフジ（2K・4K）   | 2009年7月4日 - 2010年10月2日                                                      | 土曜 7:30 - 7:55 日曜 7:30 - 7:55                                                           | BS放送                                       | 製作局（スタッフロールに表記あり） 週2日放送。 土曜版は『チャギントン バッジクエスト』を、 日曜版はシーズン2を放送。 2013年から『パブー&モジーズ』とあわせて 『バッジクエスト』を30分枠で水曜のみ放送。 |
| 日本全域        | BSフジ（2K・4K）   | 2010年10月9日 - 2012年3月31日                                                     | 土曜 7:00 - 7:25 日曜 7:00 - 7:25                                                           | BS放送                                       | 製作局（スタッフロールに表記あり） 週2日放送。 土曜版は『チャギントン バッジクエスト』を、 日曜版はシーズン2を放送。 2013年から『パブー&モジーズ』とあわせて 『バッジクエスト』を30分枠で水曜のみ放送。 |
| 日本全域        | BSフジ（2K・4K）   | 2012年4月7日 - 2013年3月30日                                                      | 土曜 7:00 - 7:10 日曜 7:00 - 7:15                                                           | BS放送                                       | 製作局（スタッフロールに表記あり） 週2日放送。 土曜版は『チャギントン バッジクエスト』を、 日曜版はシーズン2を放送。 2013年から『パブー&モジーズ』とあわせて 『バッジクエスト』を30分枠で水曜のみ放送。 |
| 日本全域        | BSフジ（2K・4K）   | 2013年4月1日 - 2013年9月30日                                                      | 月曜 16:30 - 17:00 火曜 16:30 - 17:00                                                       | BS放送                                       | 製作局（スタッフロールに表記あり） 週2日放送。 土曜版は『チャギントン バッジクエスト』を、 日曜版はシーズン2を放送。 2013年から『パブー&モジーズ』とあわせて 『バッジクエスト』を30分枠で水曜のみ放送。 |
| 日本全域        | BSフジ（2K・4K）   | 2013年10月1日 - 2014年9月23日                                                     | 水曜 4:30 - 5:00                                                                            | BS放送                                       | 製作局（スタッフロールに表記あり） 週2日放送。 土曜版は『チャギントン バッジクエスト』を、 日曜版はシーズン2を放送。 2013年から『パブー&モジーズ』とあわせて 『バッジクエスト』を30分枠で水曜のみ放送。 |
| 日本全域        | BSフジ（2K・4K）   | 2014年10月12日 - 2017年3月26日                                                    | 日曜 9:55 - 10:00                                                                           | BS放送                                       | 製作局（スタッフロールに表記あり） 週2日放送。 土曜版は『チャギントン バッジクエスト』を、 日曜版はシーズン2を放送。 2013年から『パブー&モジーズ』とあわせて 『バッジクエスト』を30分枠で水曜のみ放送。 |
| 日本全域        | BSフジ（2K・4K）   | 2017年4月2日 - 2018年3月25日                                                      | 日曜 8:55 - 9:00                                                                            | BS放送                                       | 製作局（スタッフロールに表記あり） 週2日放送。 土曜版は『チャギントン バッジクエスト』を、 日曜版はシーズン2を放送。 2013年から『パブー&モジーズ』とあわせて 『バッジクエスト』を30分枠で水曜のみ放送。 |
| 日本全域        | BSフジ（2K・4K）   | 2018年4月1日 - 2022年3月27日                                                      | 日曜 8:30 - 9:00                                                                            | BS放送                                       | 製作局（スタッフロールに表記あり） 週2日放送。 土曜版は『チャギントン バッジクエスト』を、 日曜版はシーズン2を放送。 2013年から『パブー&モジーズ』とあわせて 『バッジクエスト』を30分枠で水曜のみ放送。 |
| 日本全域        | BSフジ（2K・4K）   | 2022年4月9日 - 現在                                                               | 土曜 6:00 - 6:30                                                                            | BS放送                                       | 製作局（スタッフロールに表記あり） 週2日放送。 土曜版は『チャギントン バッジクエスト』を、 日曜版はシーズン2を放送。 2013年から『パブー&モジーズ』とあわせて 『バッジクエスト』を30分枠で水曜のみ放送。 |
| 関東広域圏      | フジテレビ         | 2010年4月4日 - 2011年9月25日                                                      | 日曜 5:45 - 6:00                                                                            | フジテレビ系列                               | 2011年4月3日より『チャギントン サンデー』に、 2012年4月1日より『Go! Go! チャギントン』に改題。 |
| 関東広域圏      | フジテレビ         | 2011年10月2日 - 2012年3月25日                                                     | 日曜 5:30 - 5:45                                                                            | フジテレビ系列                               | 2011年4月3日より『チャギントン サンデー』に、 2012年4月1日より『Go! Go! チャギントン』に改題。 |
| 関東広域圏      | フジテレビ         | 2012年4月1日 -                                                                    | 日曜 6:15 - 6:30                                                                            | フジテレビ系列                               | 2011年4月3日より『チャギントン サンデー』に、 2012年4月1日より『Go! Go! チャギントン』に改題。 |
| 日本全域        | フジテレビNEXT     | 2010年4月4日 -                                                                    | 日曜 6:30 - 7:00                                                                            | CS放送                                       | 2話分を連続（15分+15分）して放送 リピート放送あり |
| 鹿児島県        | 鹿児島テレビ       | 2010年4月16日 - 2013年3月29日 2013年4月5日 - 2014年9月19日 2014年9月28日 -        | 金曜 11:10 - 11:25 金曜 15:45 - 16:00 日曜 6:30 - 6:45                                      | フジテレビ系列                               | 2012年4月6日より『Go! Go! チャギントン』に改題。 |
| 福岡県          | テレビ西日本       | 2010年5月2日 - 2019年9月29日                                                      | 日曜 6:15 - 6:30                                                                            | フジテレビ系列                               | 2012年4月8日より『Go! Go! チャギントン』に改題。 |
| 岡山県・ 香川県 | 岡山放送           | 2010年6月21日 - 12月13日 2016年4月3日 -                                           | 月曜 15:25 - 15:55 日曜 6:15 - 6:30                                                         | フジテレビ系列                               | 2話分を連続（15分+15分）して放送 ネット再開後の2016年4月3日からは、 フジテレビと同時ネット。 |
| 日本全域        | キッズステーション | 2011年10月17日 -                                                                  | 月曜-金曜 10:30 - 11:00                                                                     | CS放送                                       | 2話分を連続（15分+15分）して放送 リピート放送あり |
| 近畿広域圏      | 関西テレビ         | 2012年4月1日 - 2016年3月27日 2018年4月1日 - 2022年3月27日                         | 日曜 6:15 - 6:30                                                                            | フジテレビ系列                               | 『Go! Go! チャギントン』として放送 |
| 中京広域圏      | 東海テレビ         | 2012年4月7日 - 2016年3月26日 2018年4月6日 - 2019年3月29日                         | 土曜 6:30 - 6:45 土曜 4:49 - 5:04                                                           | フジテレビ系列                               | 『Go! Go! チャギントン』として放送 |
| 長崎県          | テレビ長崎         | 2012年4月7日 - 2015年3月28日 2015年4月4日 - 2016年3月26日 2016年4月2日 -2017年3月 | 土曜 11:25 - 11:40 土曜 10:55 - 11:10 土曜 11:30 - 11:45                                    | フジテレビ系列                               | 『Go! Go! チャギントン』として放送 |
| 北海道          | 北海道文化放送     | 2012年4月8日 - 2016年3月27日 2018年4月1日 - 2019年3月31日                         | 日曜 5:45 - 6:00                                                                            | フジテレビ系列                               | 『Go! Go! チャギントン』として放送 |
| 熊本県          | テレビくまもと     | 2012年10月7日 -                                                                   | 日曜 6:15 - 6:30                                                                            | フジテレビ系列                               | 『Go! Go! チャギントン』として放送 |
| 新潟県          | 新潟総合テレビ     | 2013年6月7日 - 2014年2月28日 2014年4月3日 - 2015年2月26日                         | 金曜 16:45 - 16:59 木曜 16:45 - 16:59                                                       | フジテレビ系列                               | 『Go! Go! チャギントン』として放送 |
| 日本全域        | ディズニージュニア | 2016年11月 -2020年                                                                | 月曜-金曜 9:00 - 9:30 月曜-金曜 20:00 - 20:30 土曜-日曜 8:00 - 8:30 土曜-日曜 17:00 - 17:30 | CS放送                                       | 2話分を連続（15分+15分）して放送 リピート放送あり |
| 富山県          | 富山テレビ         | 2017年9月2日以降不定期で単発放送                                                  | 日曜 6:15 - 6:43                                                                            | フジテレビ系列                               | 『Go! Go! チャギントン』として放送 2話分を連続（15分+15分）して放送 |
| 高知県          | 高知さんさんテレビ | 2019年10月 -                                                                      | 土曜 10:25 - 10:40                                                                          | フジテレビ系列                               | 『Go! Go! チャギントン』として放送 |
| 広島県          | テレビ新広島       | 2020年4月 -                                                                       | 土曜 5:30 - 5:45                                                                            | フジテレビ系列                               | 『Go! Go! チャギントン』として放送 |
| 宮崎県          | テレビ宮崎         | 2024年10月6日 -                                                                   | 日曜 6:45 - 7:00                                                                            | フジテレビ系列 日本テレビ系列 テレビ朝日系列 | 『Go! Go! チャギントン』として放送 |

## 関連商品
- チャギントンプラレールシリーズ
- ガチャレール「ホーンを鳴らしてレッツライド編」
- ダイキャストシリーズ
- モーターライズドシリーズ
- 木製シリーズ
- HOゲージ鉄道模型シリーズ（バックマン販売）

## 評価
三谷幸喜は『朝日新聞』に連載しているコラム『三谷幸喜のありふれた生活』の中で、同じく列車を題材とした人形劇『きかんしゃトーマス』と本作を比較し、「トーマスたちは常に人間の役に立つことのみを考えており、その見返りとして人間たちに世話をしてもらっていて、馬車馬に近い存在である。一方、『チャギントン』に出てくる列車たちは自由度が高く、人間たちはどこか列車たちに対して遠慮がちな態度をとっており、『猿の惑星』における猿と人間のような関係である」と述べている。また、キャラクターデザインについても、三谷は「トーマスたちの顔は先頭部分に貼りついたような形をしている。一方『チャギントン』に出てくる列車たちは正面の窓の部分に目がついており、運転士たちが目玉の裏側を見るような形になり非常に運転しづらそうだ。」と述べており、自分のように些細なことが気になる人間は『トーマス』ほど本作にのめりこめないだろうと述べている。その一方で三谷は「『チャギントン』の列車たちはトーマスたちよりも自由で高く自我が強いにもかかわらず、結局は人間の敷いたレールの上を走ることしかできないと思うと、『チャギントン』の列車たちの陽気な面構えの裏に悲劇性を感じ、案外深い設定なのかもしれない」とも評している。

## コラボレーション
首都圏新都市鉄道つくばエクスプレス
2016年と2017年（前者は開業10周年記念の一環）に、本作を起用したスタンプラリーを開催。期間中は自社のTX-2000系電車にキャラクターを装飾した「TXチャギントントレイン」が運行されている。
岡山電気軌道
2016年にグランドオープンした、岡山電気軌道本社・東山車庫に隣接する展示施設「おかでんミュージアム+水戸岡鋭治デザイン」には、本作をモチーフにした「チャギントンルーム」が設置されている。
2018年1月には、本作のキャラクターをモチーフにした路面電車車両の導入計画を発表した。岡山電気軌道が属する両備グループのデザイン顧問である水戸岡鋭治が監修した、ウィルソンとブルースターを再現した外観に独自の内装とした2両1編成で、清輝橋線と東山本線での運行となる。全席予約制で、運行開始日は2019年3月16日と発表された。
長良川鉄道
長良川鉄道ではナガラ500形501号車に本作のラッピングが施され、2019年3月より運行を開始した。

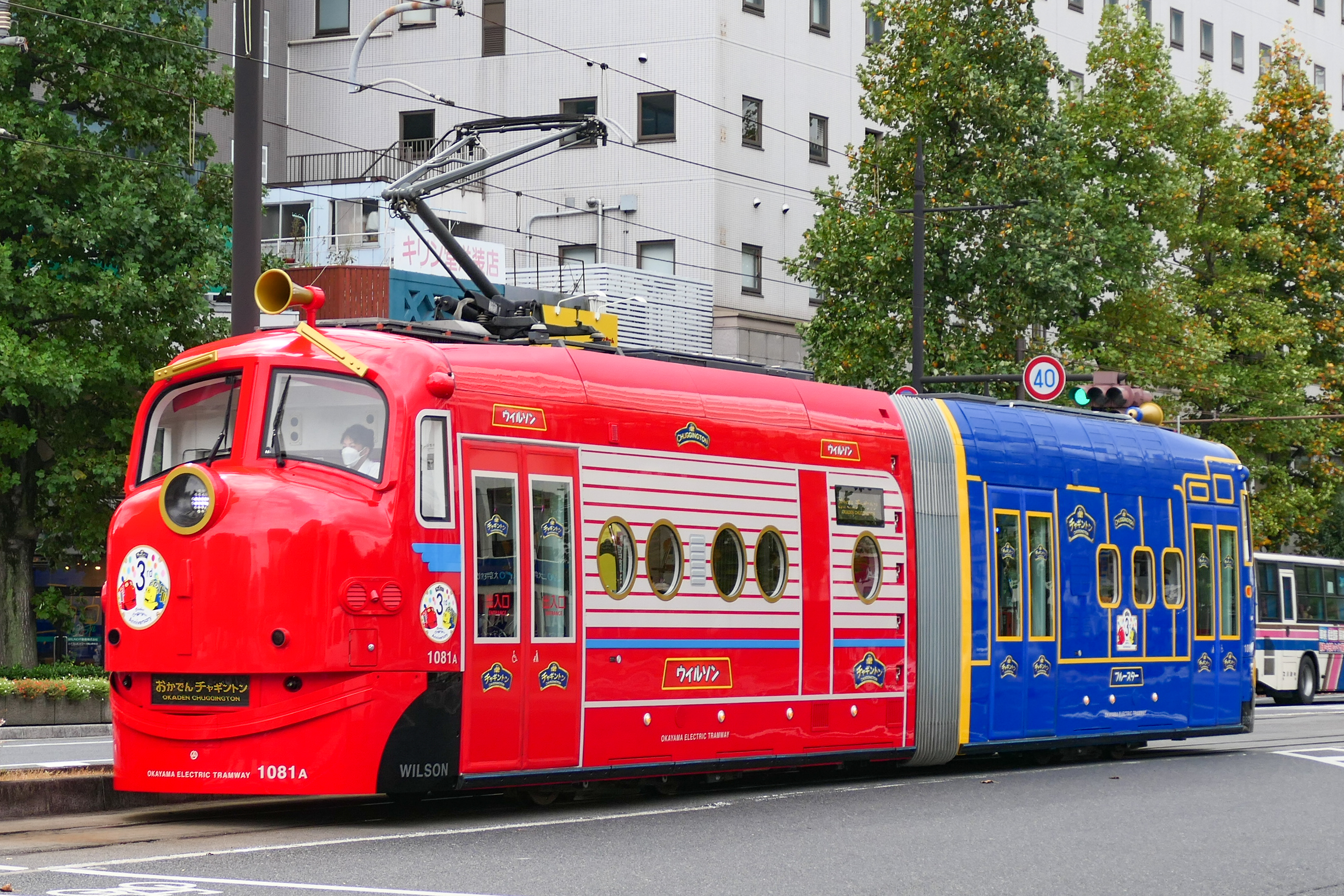
岡山電気軌道9200形電車「おかでんチャギントン」の「ウィルソン」側（1081A）
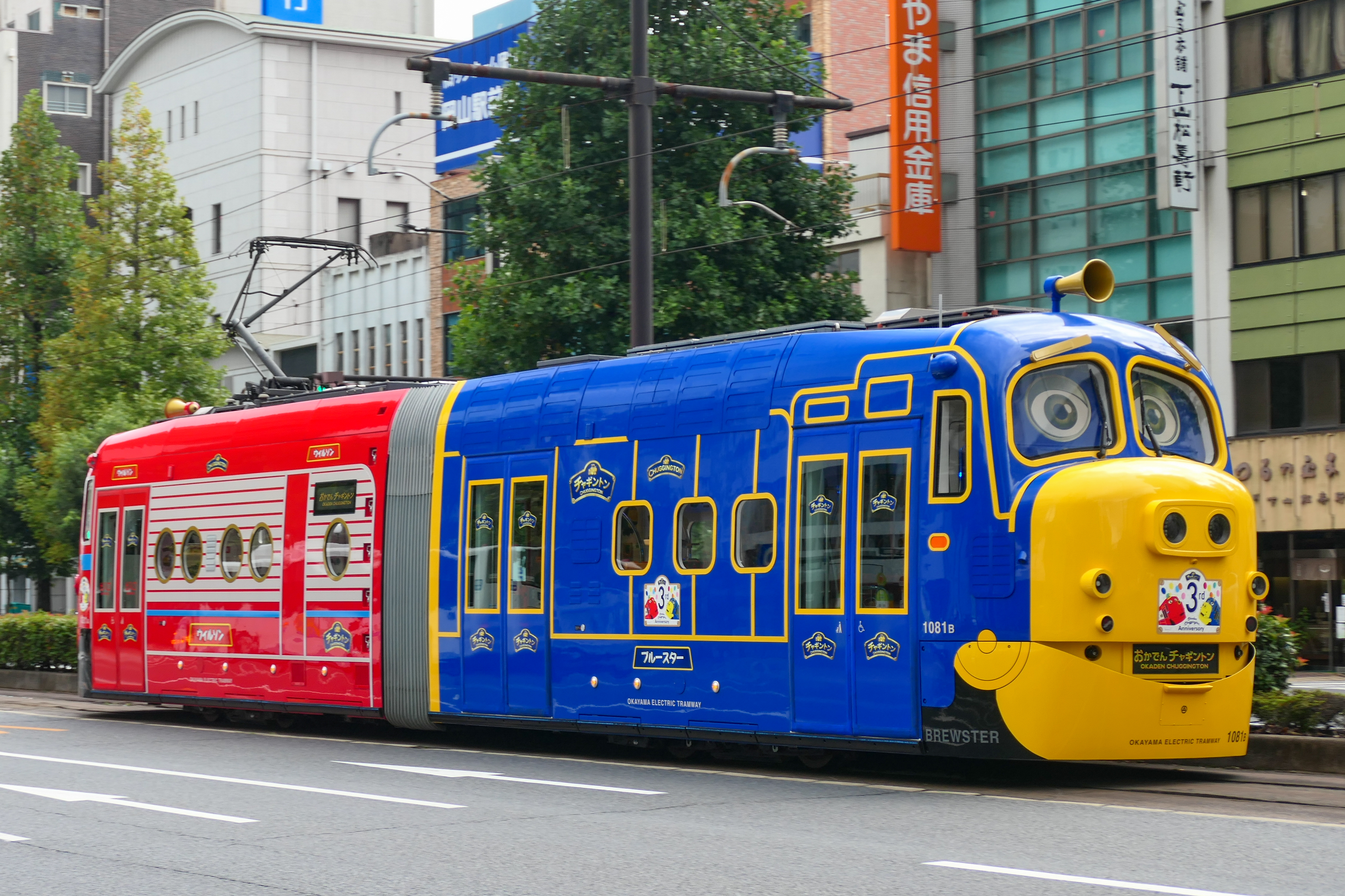
岡山電気軌道9200形・第3編成「おかでんチャギントン」の「ブルースター」側（1081B）。
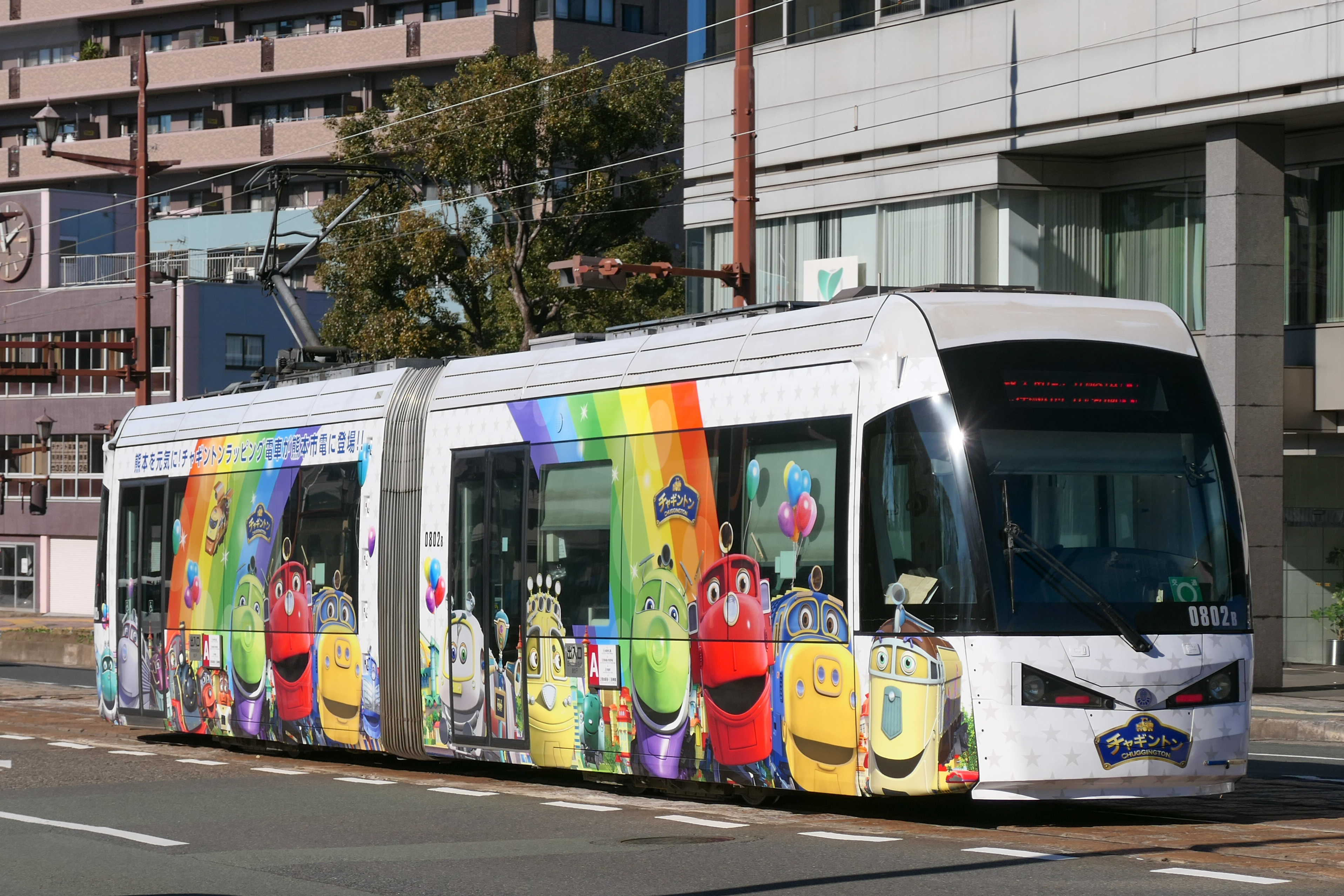
熊本市交通局0800形電車第2編成
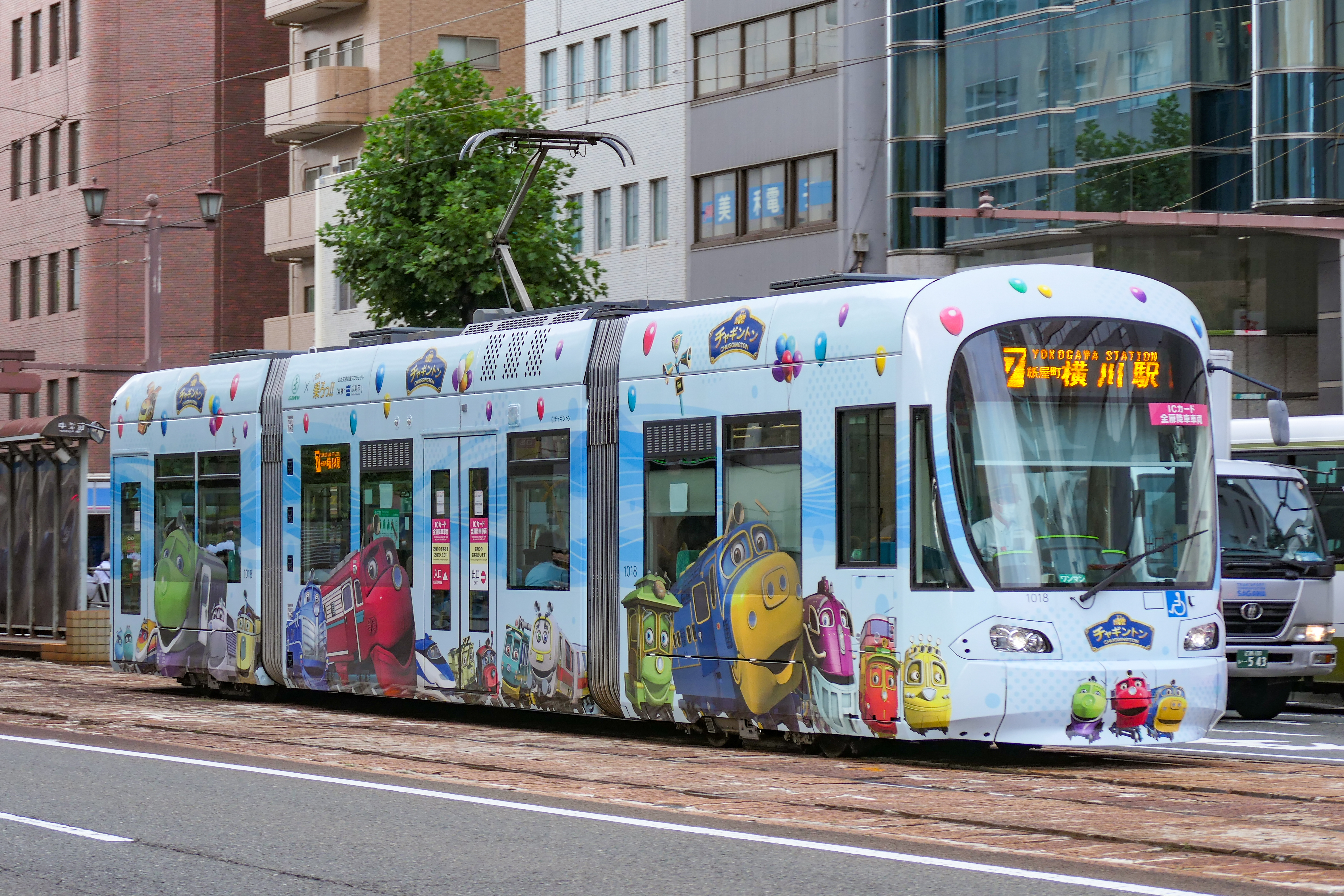
広島電鉄1000形電車 (2代)